# Claudia Goldin

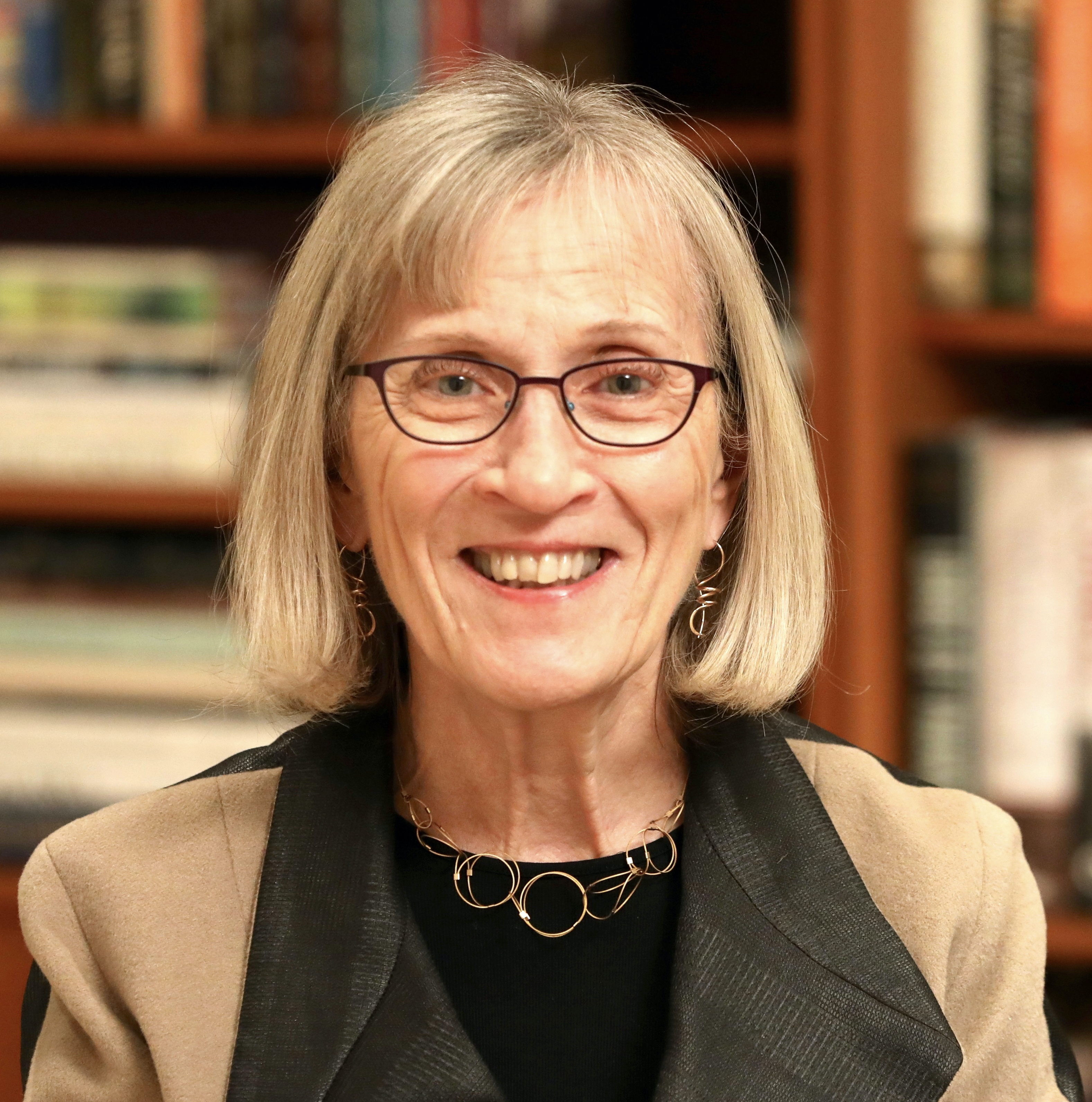
Claudia Goldin (2019)

Claudia Dale Goldin (* 14. Mai 1946 in New York City) ist eine US-amerikanische Volkswirtin.
Sie ist seit 1990 Professorin für Volkswirtschaftslehre an der Harvard University. Beim National Bureau of Economic Research der USA war sie von 1989 bis 2017 Direktorin des Development of the American Economy Program und ist Ko-Direktorin der Arbeitsgruppe Gender in the Economy. Im Jahr 2023 erhielt sie für ihre Erforschung geschlechtsspezifischer Unterschiede auf dem Arbeitsmarkt den Alfred-Nobel-Gedächtnispreis für Wirtschaftswissenschaften.

## Leben
Claudia Goldin wuchs im Stadtbezirk Bronx von New York City auf. Sie studierte von 1963 bis Juni 1967 an der Cornell University Wirtschaftswissenschaften und schloss das Studium mit einem Bachelor of Arts mit dem Prädikat Magna cum laude ab. Sie setzte ihr Studium an der University of Chicago fort, wo sie im Juni 1969 ihren Master of Arts und 1972 ihren Ph.D. erhielt.
Schon ab 1971 war Goldin als Assistenzprofessorin an der University of Wisconsin–Madison tätig. 1973 ging sie in der gleichen Position an die Princeton University und war 1975 bis 1976 parallel Gastdozentin an der Harvard University. 1979 wurde sie außerordentliche Professorin der University of Pennsylvania. Ohne diese Stellung aufzugeben, wurde sie 1982 Mitglied des Institute for Advanced Study in Princeton und blieb dort für ein Jahr. 1985 wurde sie an der University of Pennsylvania zur ordentlichen Professorin ernannt. Nach fünf Jahren dort erhielt sie ein Angebot aus Harvard und wurde dort 1990 die erste Professorin, die tenure in Volkswirtschaftslehre erhielt.
Goldin erforscht aus wirtschaftsgeschichtlicher Perspektive die Rolle von Frauen im Arbeitsmarkt, die Gründe für Einkommensunterschiede und Gender-Pay-Gap, Folgen des technologischen Wandels sowie Fragen von Ausbildung und Migration. Sie hat sich speziell mit der Geschichte der Frauen auf dem US-Arbeitsmarkt beschäftigt und dabei Themen wie die Vereinbarkeit von Familie und Beruf, den Einfluss der Antibabypille auf die weibliche Berufstätigkeit, die Namenswahl verheirateter Frauen als Sozialindikator und die Auswirkungen der Koedukation untersucht. Goldin räumte mit der manchmal vertretenen Auffassung auf, dass die weibliche Erwerbstätigkeit erst mit dem 20. Jahrhundert, mit dem wirtschaftlichen Aufschwung und den Frauenrechtsbewegungen begonnen habe. Vielmehr arbeiten verheiratete Frauen in Amerika heute ähnlich viel wie um 1800 in der agrarisch geprägten Gesellschaft. Erst mit der Industrialisierung sei der Anteil der erwerbstätigen Frauen gesunken und mit der zunehmenden Dienstleistungsgesellschaft nach 1910 dann wieder gestiegen.
Seit 2020 zählte sie der Medienkonzern Clarivate zu den Favoriten auf einen Nobelpreis (Clarivate Citation Laureates), mit dem sie im Jahr 2023 ausgezeichnet wurde: Für die „Aufdeckung der wichtigsten Ursachen für geschlechtsspezifische Unterschiede auf dem Arbeitsmarkt“ erhielt sie den Alfred-Nobel-Gedächtnispreis für Wirtschaftswissenschaften.
Goldin lebt mit ihrem Mann, dem US-amerikanischen Wirtschaftswissenschaftler Lawrence Katz (geb. 1959), in Cambridge MA. Mit ihm verfasste sie 2008 das Buch The Race between Education and Technology.

## Auszeichnungen

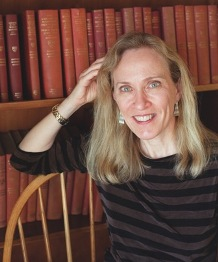
Claudia Goldin (2008)

- 1989: Irving Kravis Teaching Award
- 1990: Allan Sharlin Book Award und den Richard Lester Book Award für ihr Werk Understanding the Gender Gap
- 1995: Galbraith Teaching Award der Universität Harvard
- 2002: Minnesota Award
- 2005: Carolyn Shaw Bell Award
- 2009: Jacob-Mincer-Preis
- 2016: IZA Prize in Labor Economics
- 2018: BBVA Foundation Frontiers of Knowledge Award
- 2020: Nemmers-Preis für Wirtschaftswissenschaften
- 2020: Ehrendoktorin der Universität Zürich[9]
- 2022: Distinguished Fellow des Center for Economic Studies
- 2023: Alfred-Nobel-Gedächtnispreis für Wirtschaftswissenschaften

## Mitgliedschaften
- American Economic Association (1991 Vizepräsidentin, 2013 Präsidentin)[10]
- Economic History Association (1999–2000 Präsidentin)
- 1991 Fellow der Econometric Society[11]
- 1992 American Academy of Arts and Sciences
- 2006 National Academy of Sciences
- 2015 American Philosophical Society
- 2025 British Academy[12]

## Publikationen
- Urban Slavery in the American South, 1820 to 1860: A Quantitative History. University of Chicago Press, Chicago 1976, ISBN 0-226-30104-4.
- Understanding the Gender Gap: An Economic History of American Women. Oxford University Press, New York 1990, ISBN 0-19-505077-0.
- zusammen mit Hugh Rockoff: Strategic Factors in Nineteenth Century American Economic History. University of Chicago Press, Chicago 1992, ISBN 0-226-30112-5.
- zusammen mit Gary Libecap: The Regulated Economy: A Historical Approach to Political Economy. University of Chicago Press, Chicago 1994, ISBN 0-226-30110-9.
- zusammen mit Michael Bordo und Eugene White: The Defining Moment: The Great Depression and the American Economy in the Twentieth Century. University of Chicago Press, Chicago 1998, ISBN 0-226-06589-8.
- mit Edward L. Glaeser: Corruption and Reform: Lessons from America’s History. University of Chicago Press, Chicago 2006, ISBN 0-226-29957-0.
- mit Lawrence F. Katz: The Race between Education and Technology. Belknap, Cambridge 2010, ISBN 978-0-674-03530-0.
- Career and Family: Women’s Century-Long Journey toward Equity. Princeton University Press, Princeton 2021, ISBN 978-0-691-20178-8.
  - deutsch: Marlene Fleißig, Rita Gravert, Sigrid Schmid und Caroline Weißbach (Übersetzung): Karriere und Familie. Der jahrhundertelange Weg der Frauen zu mehr Gleichberechtigung. Propyläen, Berlin [2024], ISBN 978-3-549-10082-0